# Erlangen
Erlangen (in bavarese Erlanga) è una città extracircondariale tedesca situata nel Land della Baviera nel distretto governativo della Media Franconia.

## Storia

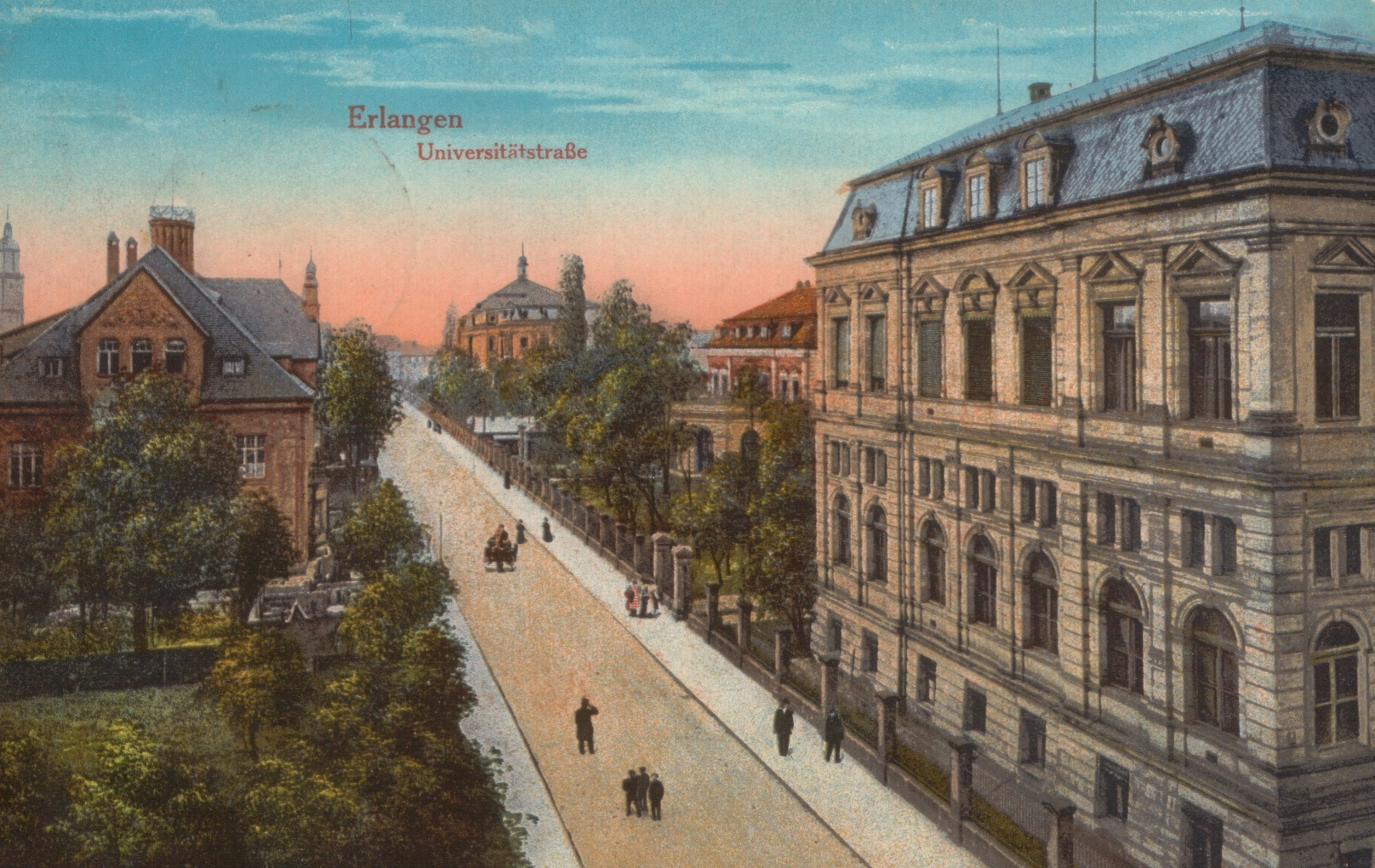
Erlangen intorno al 1915.

Un avvenimento che ancora influenza la città è l'insediamento degli Ugonotti dopo il ritiro dell'Editto di Nantes nel 1685.
Nel 1872 il matematico Felix Klein a soli 23 anni fu nominato professore a Erlangen, fortemente sostenuto da Alfred Clebsch che lo considerava come il potenziale miglior matematico del suo tempo. Vi rimase fino al 1875 quando si trasferì al Technische Hochschule a Monaco di Baviera. 
Erlangen oggi è dominata dall'università Friedrich-Alexander-Universität Erlangen-Nürnberg e dalle numerose sedi distaccate della Siemens AG, come pure da un grande istituto di ricerca del Fraunhofer-Gesellschaft. Dal 1º ottobre 2015 ospita la sede principale di Siemens Healthineers.